# Chesty Morgan (musikgrupp)

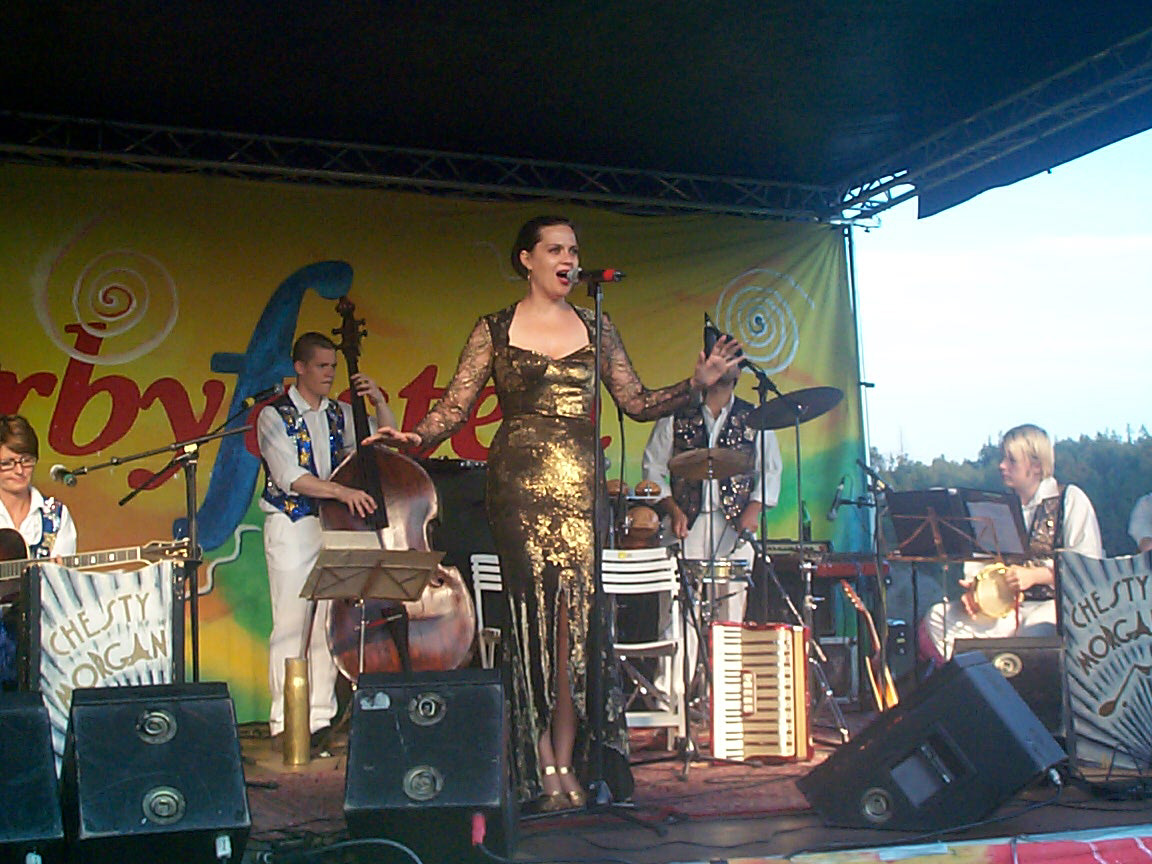
Chesty Morgan med Maya de Vesque spelar på Söderbyfesten 2000.

Orkester Chesty Morgan är en svensk vaudeville-liknande orkester från Stockholm, som har funnits sedan nyår 1990 vid en spelning i Berlin i samband med Berlinmurens fall. Chesty Morgan har grundat sin popularitet genom många spelningar på Mosebacke Etablissement och BUS (Barnens underjordiska scen) på Bondegatan i Stockholm, och under ledning av Märta Skantz på Victoriateatern i Malmö, och Wisby Hotell i Visby. 
Orkestern spelar vanligtvis franska chansoner, italiensk schlager, tango och fado samt  romsk musik men även egna tolkningar av Zarah Leander och Yma Sumac, detta i kabarémiljö, och specialiserar sig på att framföra nummer på så många olika språk som möjligt i en och samma föreställning. Man har en ovanlig sättning med bland annat både banjo och blås. Medlemmar byter ofta instrument under föreställningarna och samspelar med solisten eller agerar motspelare genom utrop och andra inslag av komik. Chesty Morgan centreras runt Maya de Vesque som är orkesterns eldiga vokalist, operasångerska och primadonna. Per Sunding och Patrik Bartosch från Eggstone och Johnny Essing från Bob hund ingår i bandet.
För att hedra Mae West vid 100-årsminnet av hennes födelse 1993 infogade Orkester Chesty Morgan två av Wests stora paradstycken They call me Sister Honky-Tonk och Love is the greatest thing i repertoaren.
Orkester Chesty Morgans showgrupp har varit med på Pridefestivalen, fått fonogramstöd av Statens kulturråd, spelat på många håll i Sverige – som Kulturhuset i Stockholm, Victoriateatern i Malmö och Krokstrandfestivalen i Bohuslän – samt har uppträtt med Riksteatern.